# Hofje van Letmaet

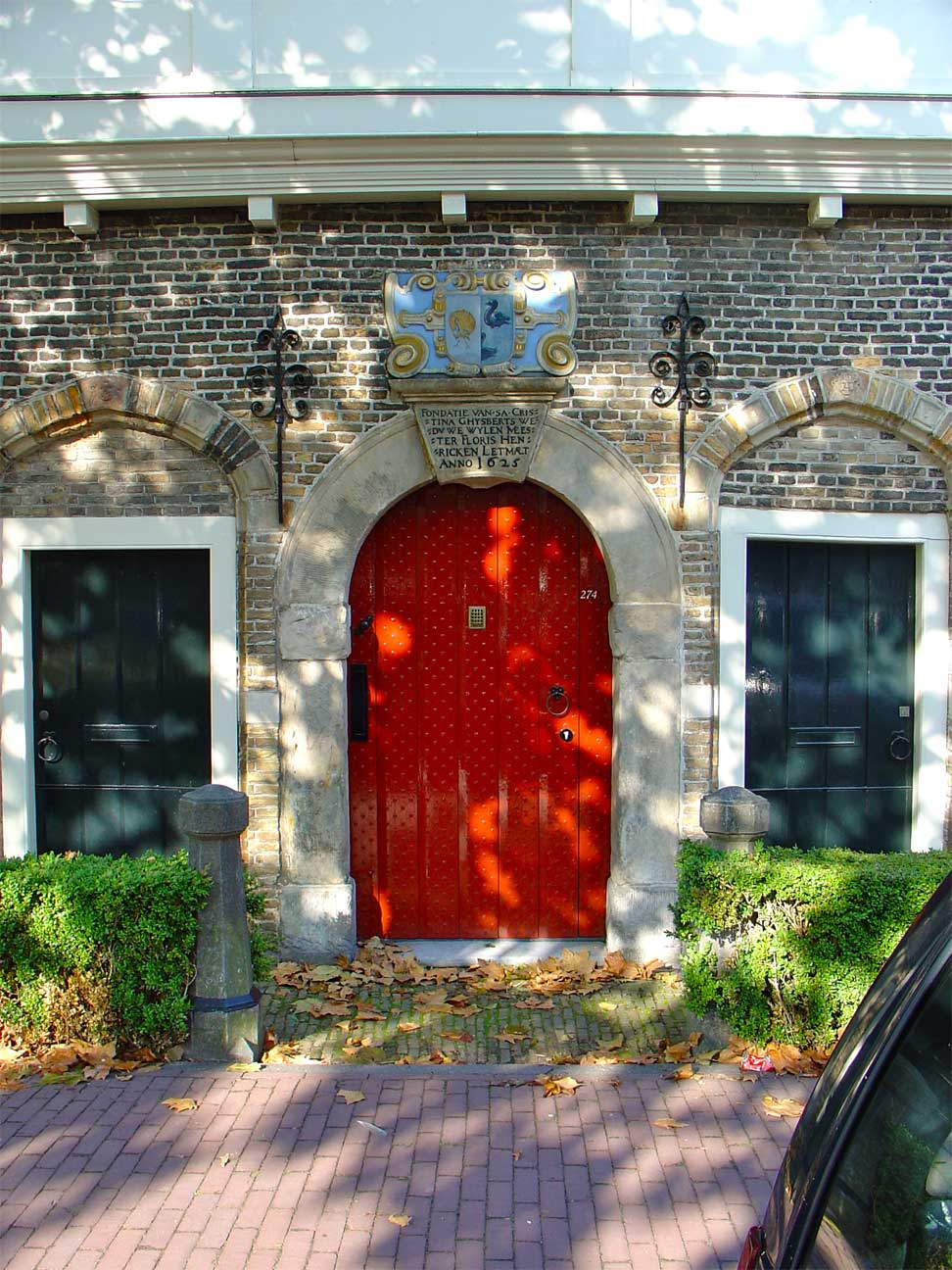
Het hofje van Letmaet aan de Nieuwehaven te Gouda

Het Hofje van Letmaet (ook Christina Gijsbertshofje) is een hofje van barmhartigheid gesticht in 1616 aan de Nieuwehaven in de Nederlandse stad Gouda. Het hofje ligt dicht in de buurt van het hofje van Cincq.
In 1611 benoemde Harman Letmaet zijn moeder Christina Gijsbertsdr., weduwe van mr. Floris Letmaet, tot zijn enige erfgename. Voorwaarde was dat zijn erfenis besteed zou worden aan een liefdadig doel op een wijze die geheel aan zijn moeder was om te bepalen. Harman overleed in 1614. Zijn moeder gaf daarna uitvoering aan de laatste wil van haar zoon. Zij kocht een woning aan de noordzijde van de Nieuwehaven en liet er zes woningen op het erf bouwen. In 1616 was de bouw van de woningen gereed. Zij werden bestemd voor arme weduwen zonder kinderen. In de jaren erna kocht zij nog een naastgelegen pand. Beide huisjes aan de straatzijde liet zij verbouwen tot drie woningen, die werden bestemd voor arme weduwen met kinderen. Het beeldhouwwerk van de toegangspoort werd gemaakt door de Goudse stadsbeeldhouwer Gregorius Cool. Christina overleed in 1625. Volgens haar verordening werd het hofje bestuurd door opeenvolgende familieleden van haar vaders- of moederskant.
In 1746 meende ene Hendrik Dirksz. van Hensbeek aanspraken te kunnen maken op een functie als beheerder/administrateur van het hofje vanwege zijn verwantschap met de stichtster. Waarschijnlijk had hij de inkomsten nodig omdat hij verslaafd was aan de drank. Bij zijn verzoek aan het stadsbestuur voegde hij een genealogisch overzicht toe, dat ontsproten was aan zijn beneveld brein.
In 1834 werd het aanwijzen van bestuurders van het hofje overgenomen door burgemeester en wethouders van Gouda.
In 1973 werden de zes op het erf gelegen woningen afgebroken. De drie aan de straatzijde gelegen woningen werden gerestaureerd.

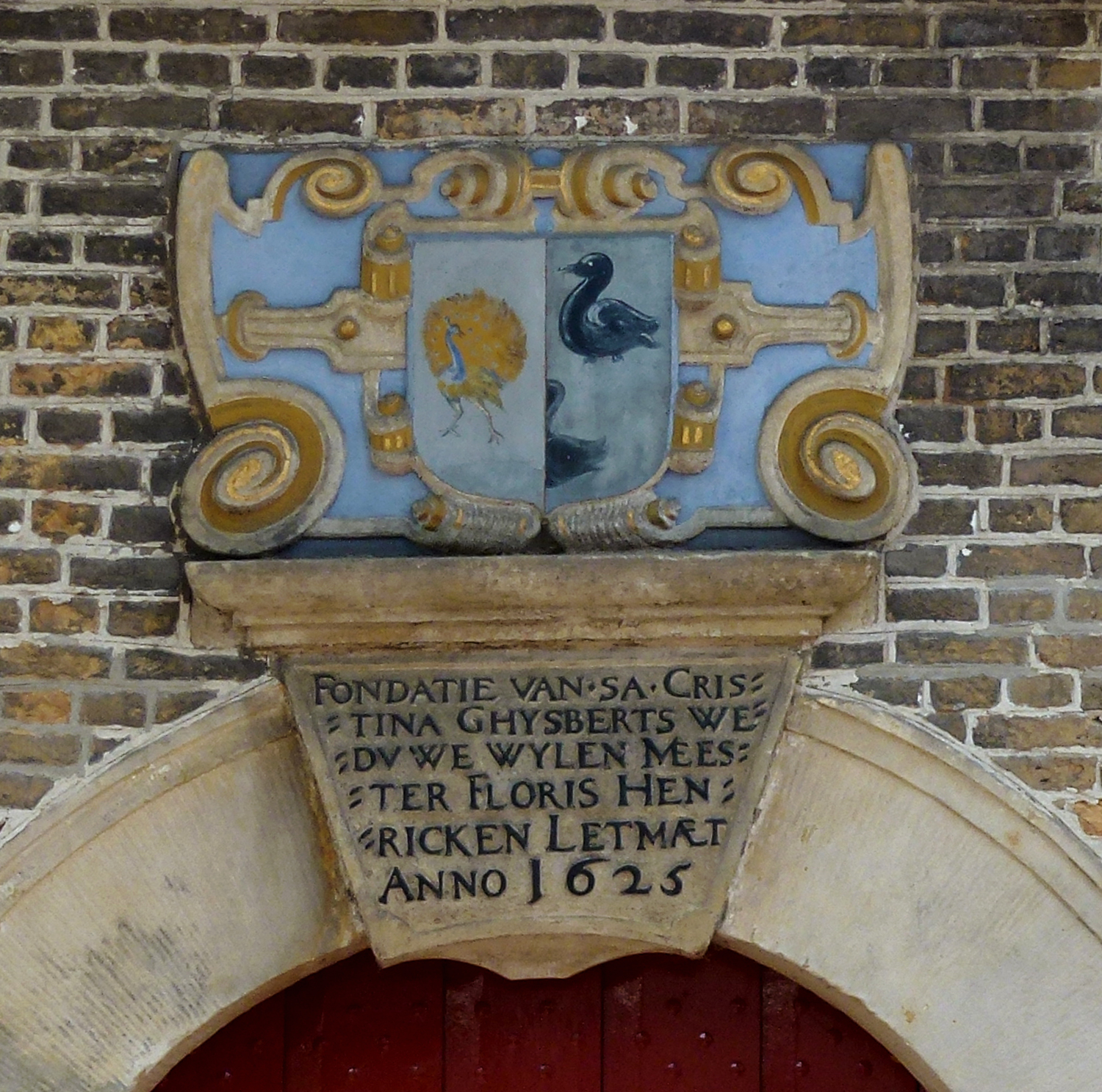
Gevelsteen
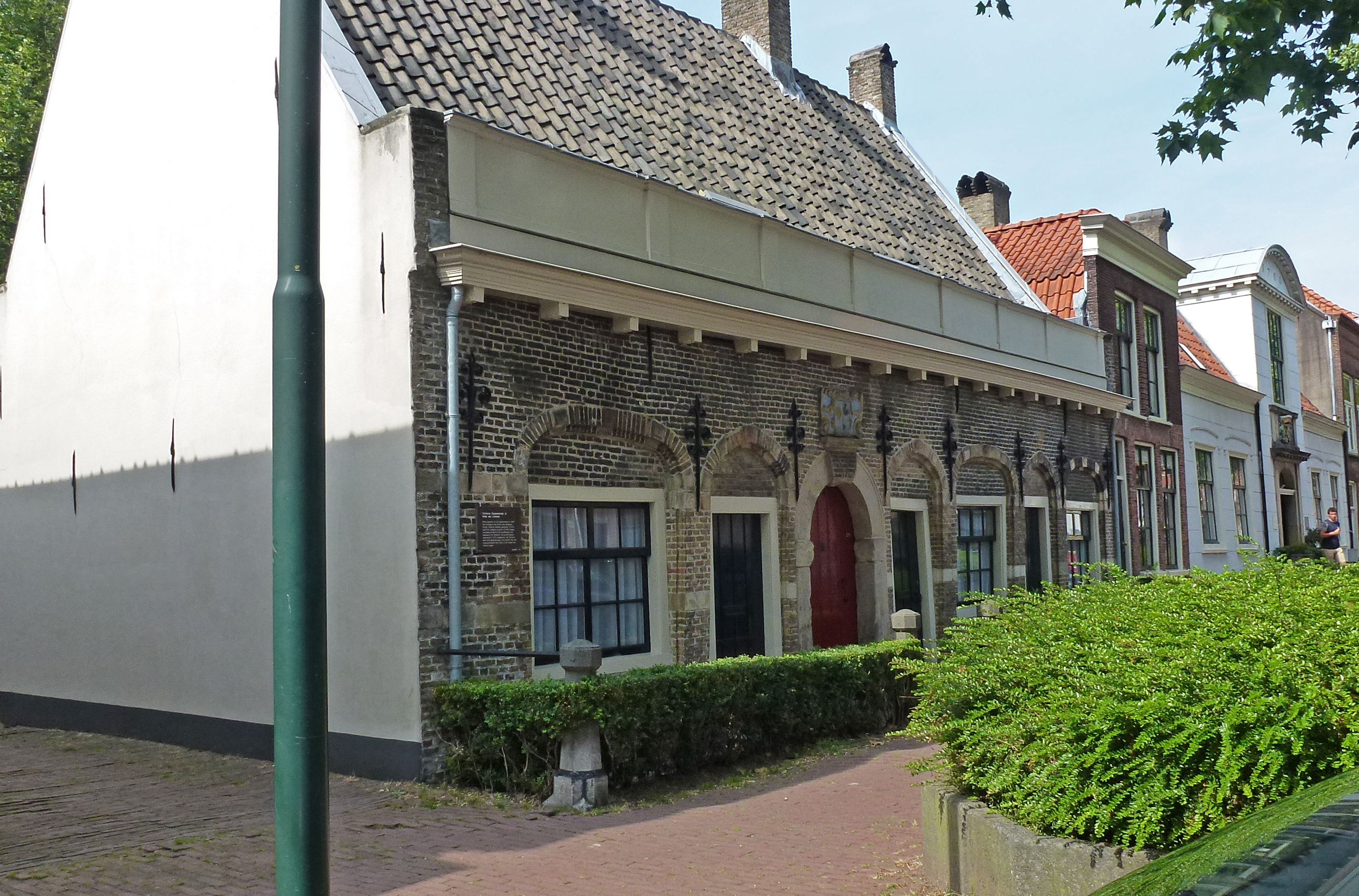
Voorzijde